# Vajkijaur
Vajkijaur is een gehucht binnen de Zweedse gemeente Jokkmokk. Het is gelegen aan een afslag van de Europese weg 45, die hier door afgelegen gebied loopt. Het heeft een spoorwegstation aan de Inlandsbanan, maar dat ligt buiten het dorp zelf. Het ligt aan het meer Vajkijaure.
Bestuurscentrum: Jokkmokk (tätort)
Tätort: Porjus · Vuollerim
Småort: Kåbdalis · Mattisudden · Murjek
Overig: Årrenjarka · Framnäs · Kåikul · Kalludden · Kittajaur · Kitteludden · Kuouka · Kuorpak · Kvikkjokk · Messaure · Nautijaur · Njavve · Padjerim · Porsi · Randijaur · Snesudden · Storbacken · Sudok · Tårrajaur · Tjåmotis · Vajkijaur